# Kostel svatého Petra a Pavla (Jeníkov u Duchcova)
Kostel svatého Petra a Pavla v pozdně barokním stylu byl postaven mezi lety 1756-1763 a stojí na návrší v obci kde je jeho dominantou. Kostel byl vysvěcen roku 1763 a od roku 2005 je postupně opravován (především střecha).
Kostel byl postaven na místě starší stavby z roku 1551, která vyhořela roku 1756. Od roku 1964 je kostel chráněn jako kulturní památka.

## Architektura

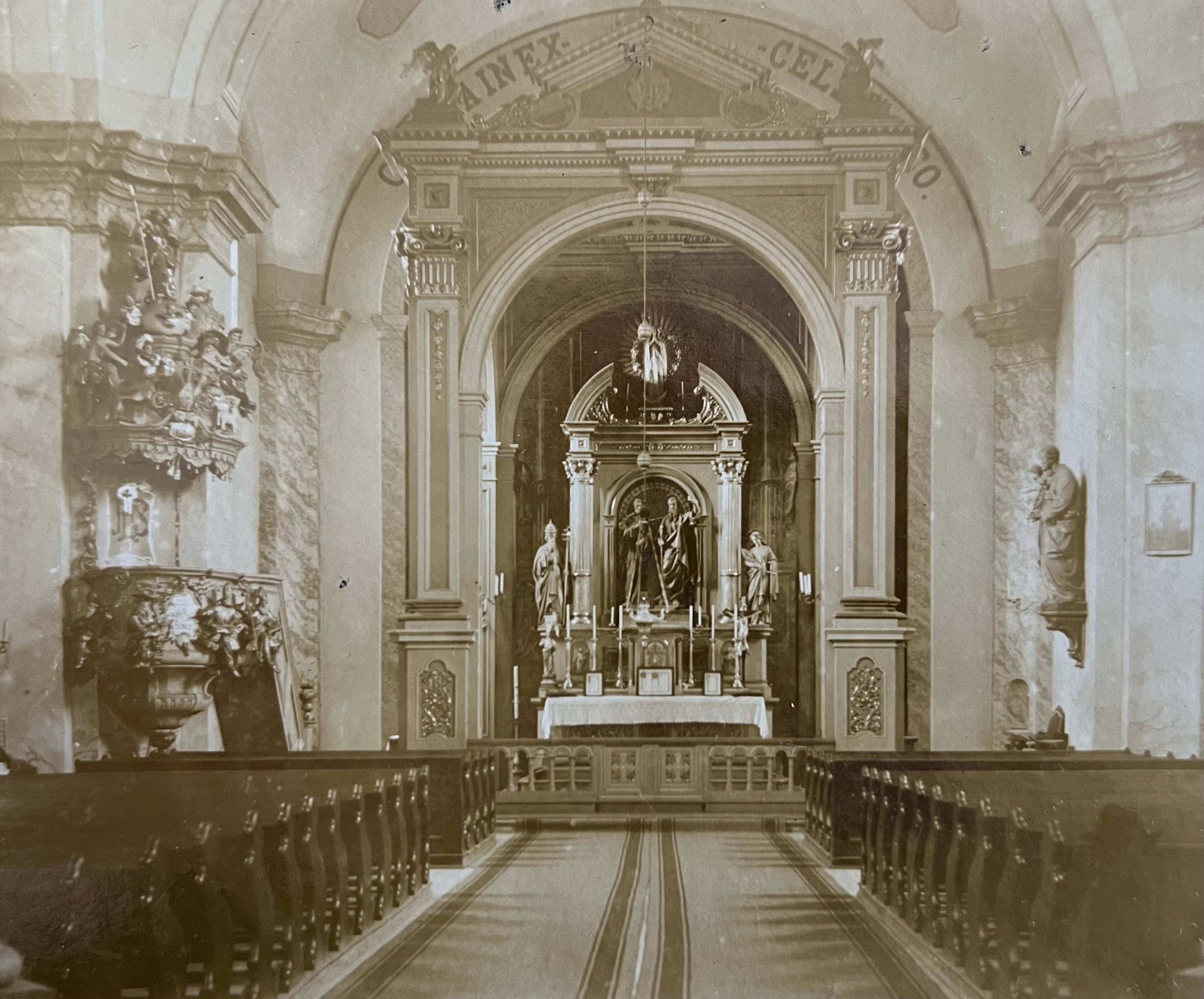
Interiér kostela (r. 1905)

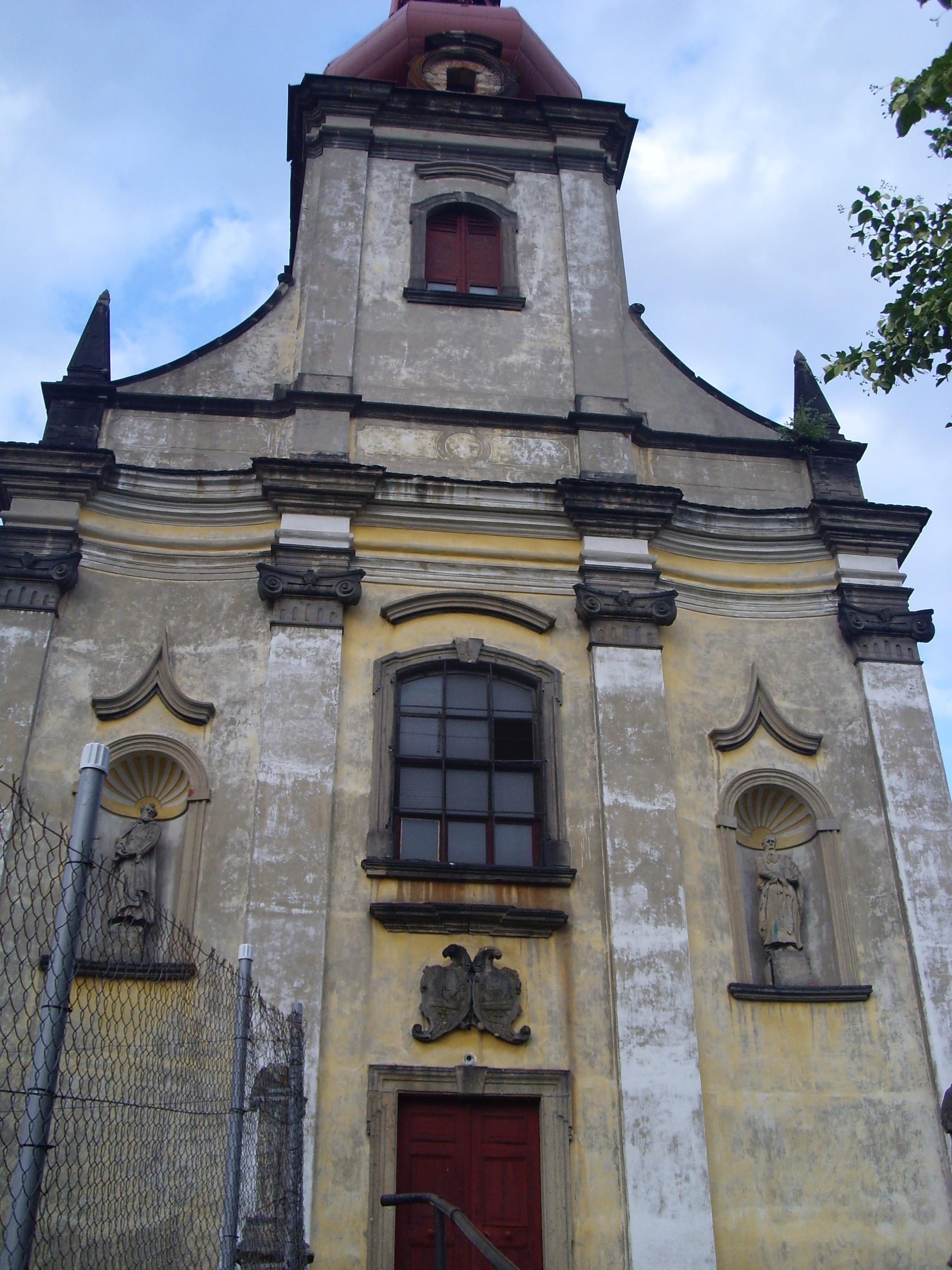
Průčelí kostela (r. 2008)

Kostel je koncipován jako jednolodní s půlkruhovým uzavřeným presbytářem. Západní průčelí je tříosé, po stranách konkávně prohnuto. Členěno je pilastry a ukončeno štítem se sochami sv. Petra a Pavla z roku 1898. Na jižní straně kostela je čtvercová sakristie.

## Interiér
Hlavní oltář je ciboriový se sochami světců. Také jsou zde dva protějškové boční oltáře. Zajímavá je iluzivní oltářní architektura s dvěma světci, která je namalována na východní stěně. Její součástí je i závěsný obraz Nanebevstoupení Páně od J. Q. Jahna z roku 1760. V presbytáři je umístěn velmi zachovalý obraz sv. Václava z poloviny 18. století. Stěny jsou dále vyzdobeny čtyřmi obrazy evangelistů z let 1720-30.
Pod kostelem se nachází socha sv. Salvátora z první poloviny 18. století.

## Zvony
V průčelní západní věži se nacházejí tři zvony na dřevěné konstrukci, na jejímž horním žebru je datace ANNO 1760.

### Velký zvon
Velký zvon z roku 1496 vyrobil Jiljí Konvář z Prahy. Dolní průměr zvonu je 81 cm, nachází se na něm nápis v gotické minuskuli.

#### Rozměry
- Dolní průměr: 81 cm
- Průměr čepce: 46 cm
- Výška: 67 cm bez koruny, 80 cm s korunou

#### Popis zvonu
- Koruna: šest uch s pletencem.
- Čepec: klenutý příklop, na čepci dvouřádkový nápis v gotické minuskuli, vysoký 3 cm, výška písmen 2,5 cm, první řádek mezi zdvojenými linkami, druhý obsahuje pouze konec nápisu: anno domini millesimo quatorgentesimo nonagesimo sexto haec opus conflatus est per magi / (heraldická lilie) strum egidium (heraldická lilie). Překlad: Léta Páně 1496 toto dílo vyrobeno je mistrem Jiljím.
- Krk: reliéf světce, vysoký 14 cm, poněkud nezřetelný - muž se svatozáří, v pravé ruce drží kříž.
- Věnec: dvě linky těsně u sebe.
- Srdce: hruškovité s krátkou rozšiřující se výpustí, na výpusti vhloubené tečky.

#### Původ zvonu
Jde o dosud jediný známý zvon od tohoto zvonaře v severních Čechách. Lze předpokládat, že původně byl určen pro jiný kostel a dostal se sem až v souvislosti s válečnými rekvizicemi. Tomu by nasvědčoval i fakt, že v 19. století ještě není v kostele zmiňován.

#### Zavěšení a stav zvonu
Zvon je zavěšen na ocelovém závěsu v dřevěné konstrukci. Zvon je v dobrém stavu (k roku 2002).

### Střední zvon
Střední zvon z roku 1925 vyrobil zvonař Richard Herold z Chomutova. Dolní průměr zvonu je 62 cm, nachází se na něm německé nápisy.

#### Rozměry
- Dolní průměr: 62 cm
- Průměr čepce: 34 cm
- Výška: 48 cm bez koruny, 59 cm s korunou

#### Popis zvonu
- Koruna: šest uch zdobených vodorovnými půlměsíčky.
- Čepec: ornamentální pás, vysoký 11 cm, tvořený listovými závity, v něm jednořádkový nápis, vysoký 3 cm, výška písmen 2 cm: HEILIGER PETRUS UND PAULUS, BITTET FÜR UNS! Překlad: Svatý Petře a Pavle, proste za nás.
- Krk: pětiřádkový nápis, výška písmen 2 cm: GEWIDMET / VON DEN PFARRKINDERN / DER KIRCHENGEMEINDE JANEGG / GEWEIHT AM 5. JULI / DES JUBILJAHRES 1925. Překlad: Věnován od dětí farnosti Jeníkov, posvěcen 5. července v jubilejním roce 1925. Na protější straně šedou barvou rekviziční nápis: 13 B 93.
- Věnec: jednořádkový nápis, vysoký 3 cm, výška písmen 2 cm: MICH GOSS RICHARD HEROLD KOMOTAU. Překlad: Ulil mě Richard Herold z Chomutova.
- Srdce: vějířovité, z boku ploché s výpustí.

#### Zavěšení a stav zvonu
Zvon je zavěšen na ocelovém závěsu v dřevěné konstrukci. Zvon je v dobrém stavu (k roku 2002).

### Malý zvon
Malý zvon není blíže určen, pochází zřejmě z 20. století.

#### Rozměry
- Dolní průměr: 50 cm
- Průměr čepce: 26 cm
- Výška: 38 cm bez koruny, 45 cm s korunou

#### Popis zvonu
- Koruna: talířová
- Čepec: klenutý příklop, čepec bez ozdob
- Krk: asi čtyřřádkový mělce vhloubený nápis, výška písmen cca 2 cm, zcela nečitelný
- Věnec: tři ústupky
- Srdce: vějířovité, z boku ploché

#### Původ zvonu
Vzhledem k nečitelnému nápisu není o původu zvonu známo nic bližšího, nicméně vzhledem k talířové koruně jistě není starší než z 19. století. Je možné, že je rovněž dílem Richarda Herolda, jako střední zvon v tomto kostele.

#### Zavěšení a stav zvonu
Zvon je zavěšen na ocelovém závěsu v dřevěné konstrukci. Povrch zvonu značně zkorodovaný (k roku 2002).